# Woiwodschaftstag

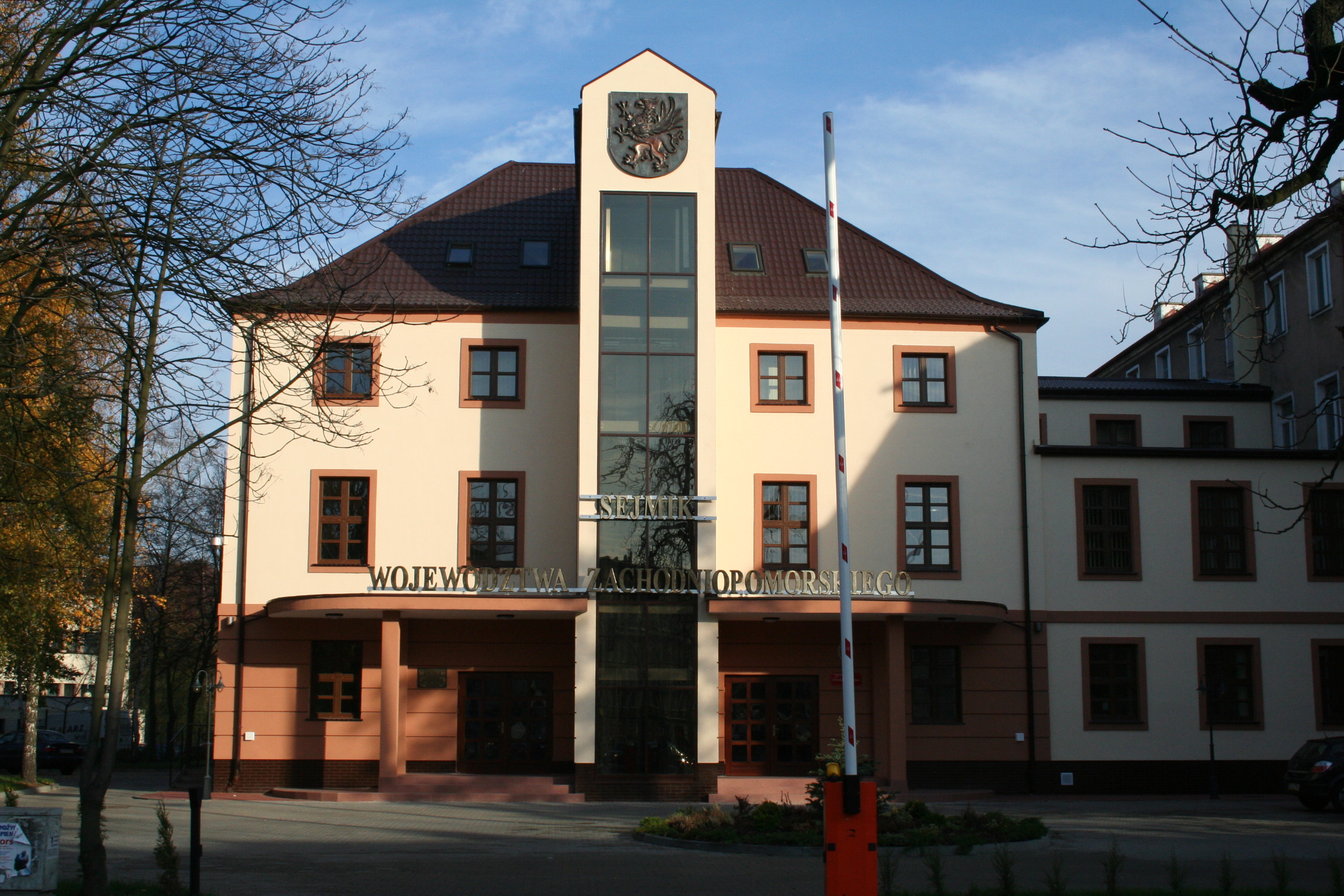
Woiwodschaftstag der Woiwodschaft Westpommern in Stettin

Als Woiwodschaftstag (pl. sejmik wojewódzki) werden die regionalen Parlamente der Woiwodschaften in Polen bezeichnet. 
Das Parlament setzt sich zusammen aus Abgeordneten, die jeweils in den 16 polnischen Woiwodschaften für eine Amtszeit von vier Jahren gewählt werden. Die Anzahl der Abgeordneten eines Woiwodschaftstags variieren von Woiwodschaft zu Woiwodschaft in Abhängigkeit von deren Bevölkerungsstärke. In Woiwodschaften mit geringerer Bevölkerungszahl bestehen sie aus 30, in der stark bevölkerten Woiwodschaft Masowien aus 51 Abgeordneten.
Die Mitglieder des Woiwodschaftstags wählen aus ihrer Mitte einen Vorsitzenden und einen stellvertretenden Vorsitzenden, welche beide nicht Teil des Exekutivausschusses der Woiwodschaft (pl. zarząd województwa) sein dürfen. Der Vorsitzende ist dafür verantwortlich, die Geschäfte des Woiwodschaftstags zu regeln und Debatten zu führen.
Der Woiwodschaftstag kann Satzungen, welche die Woiwodschaft betreffen, verabschieden, sofern diese nicht in den Aufgabenbereich des zentralistisch bestimmten Woiwoden fallen. Dies kann etwa den Haushalt der Woiwodschaft, Entwicklungsstrategien und Regeln zur Verwaltung des Woiwodschaftsbesitzes sein. Des Weiteren kann er den Woiwodschaftsmarschall (pl. marszałek województwa) wählen, der dem ebenfalls gewählten Exekutivausschuss vorsitzt.
Das Wort Sejmik selbst ist eine Diminutivform des Wortes Sejm, welches der historische, polnische Reichstag war und heute neben dem Senat eine der Kammern des polnischen Parlamentes ist. Für die weiteren historischen Verwendungen des Begriffes, siehe Sejmik.